# Bye Bye Beirut
Bye Bye Beirut er en dokumentarfilm fra 2006 instrueret af Søren Marcussen efter eget manuskript.

## Handling
Beirut 1982 - en spøgelsesby, hvor krigen hærger og trænger ind alle vegne. Hvor angsten kommer og går, og hvor glæden kommer og går sammen med stanken af krudt, røg og skrald. Bilal Abdallah er født i krig og kaos i en flygtningelejr i Libanon i 1976. Han kom til Danmark som uledsaget flygtningebarn sammen med sin bror, da han var 10 år gammel.